# Lucien Outers
 (mars 2020).
Si vous disposez d'ouvrages ou d'articles de référence ou si vous connaissez des sites web de qualité traitant du thème abordé ici, merci de compléter l'article en donnant les références utiles à sa vérifiabilité et en les liant à la section « Notes et références ».
Lucien Outers, né à Barchon le 9 avril 1924 et mort à Bruxelles le 2 avril 1993, est un homme politique belge et un militant wallon.

## Éléments biographiques
Lucien Outers naît le 9 avril 1924 à Barchon, village situé sur les hauteurs de Liège. Son père y exerce les fonctions de maître d'école.
Il suit un enseignement d'humanités anciennes dans un établissement catholique de la région. Il y développe son goût pour la lecture et la pensée des philosophes grecs et romains. Il éprouve une attirance particulière pour les mémorialistes dont il apprécie à la fois l'approche de l'Histoire et la qualité d'écriture. Il s'imprègne ainsi des écrits de La Rochefoucauld, Retz, Saint-Simon... et en particulier Chateaubriand.
Il entreprend en 1942 des études en Philosophie et Lettres à l'Université de Liège et refuse de se présenter à la réquisition au service du travail obligatoire (STO) pour l'ennemi. Il vit dès lors dans la clandestinité sous une fausse identité tout en s'introduisant dans les milieux de la Résistance. En fin de guerre, il reprend des études universitaires de Droit à Liège. Il s'installe ensuite à Bruxelles, dans la commune d'Auderghem. Il entre en 1948 comme secrétaire d'administration au service juridique du Ministère des Communications au sein duquel il occupe ensuite le poste de directeur d'administration. Il s'intéresse à la création d'établissements publics internationaux dont Eurocontrol au sein duquel il occupera des fonctions avant de devenir Échevin des Transports à l'Agglomération bruxelloise de 1972 à 1976.
Dès 1958, il prend conscience de l'impact de la vie politique sur les décisions qui concernent la vie publique du pays. Ce qui l'amène à apporter son appui à l'Association wallonne du personnel des services publics. Il devient aussi, en 1962, le Secrétaire général de Rénovation wallonne, mouvement qui s'inscrit à la frange du syndicalisme chrétien et de l'action sociale liée directement à l'action wallonne. C'est à cette époque aussi qu'il s'adresse à une assemblée de professeurs et chercheurs de l'Université catholique de Louvain, située à Louvain en région flamande, qui connaît les prémices du mouvement du "Walen buiten" (les Wallons dehors) qui aboutira quelques années plus tard, en 1968 à la décision de scission de l'Université, avec la création d'une nouvelle Université catholique francophone de Louvain à Louvain-la-Neuve en Province du Brabant wallon.
C'est en 1968 aussi qu'il publie son livre Le divorce belge aux Éditions de Minuit. Il y décrit un tableau des origines de la Belgique peu conforme à l'image traditionnelle. Il met aussi en évidence la problématique des rapports entre Flamands et Wallons, sans hostilité et sans complaisance et pose la situation particulière de Bruxelles soulignant sa vocation européenne.
Sur le plan politique, Lucien Outers devient cofondateur, avec notamment André Lagasse, Paul Brien, Marcel Thiry en mai 1964, du parti politique Front Démocratique des Francophones (FDF). L'objectif principal est la défense des intérêts et des droits des francophones, en Région de Bruxelles-Capitale et dans la Province du Brabant flamand, mais également en Wallonie. Parallèlement se développe, du côté wallon, le parti Rassemblement wallon (RW), créé en février 1968.
Sur le plan journalistique, Lucien Outers est à l'initiative avec d'autres personnalités du monde politique et littéraire de la création en 1974 d'un hebdomadaire 4Millions4 (référence au nombre de francophones en Belgique à cette époque) qui prend la relève de l'hebdomadaire Rénovation, pour l'Union des progressistes, créé le 1er mai 1970 qui disparaît en 1974. Organe d'une presse de courant, 4Milions4 est le reflet sur le plan politique des prises de positions et réflexions liées au FDF et au RW. Cet hebdomadaire se distingue également par ses présentations culturelles et en particulier littéraires liées aux auteurs francophones de Belgique. Un certain nombre de ces dossiers littéraires seront repris en 1982 dans l'ouvrage Cent auteurs, anthologie de littérature française de Belgique.
Élu à la Chambre en 1968, Lucien Outers est successivement député de Bruxelles (FDF, de 1968 à 1977), ensuite Député de Liège (RW, de 1977 à 1978) et à nouveau Député de Bruxelles en 1978 jusqu'en 1985. Il est membre du Parlement européen de 1972 à 1976. Il devient également Bourgmestre de la commune d'Auderghem le 31 décembre 1976 et président du Conseil culturel de la Communauté française durant la session parlementaire 1975-76.
Ministre de la Coopération au développement de 1977 à 1979, puis Ministre du Commerce extérieur et de la Politique scientifique jusqu'au 16 janvier 1980, il est révoqué de son poste, comme les autres ministres FDF, par le Roi Baudouin, agissant avec le contre-seing du Premier Ministre Wilfried Martens, sous la pression du CVP (Christelijke Volkspartij) qui ne désire pas voir s'affirmer la Région de Bruxelles-Capitale comme troisième Région du pays, ce qui constitue une revendication prioritaire du FDF.
En 1985, Lucien Outers devient délégué-général de La Communauté Wallonie-Bruxelles à Paris où il participe à l'organisation du premier sommet des « pays ayant  en commun l'usage du français » qui a lieu en février 1986 et qui réunit  une quarantaine de chefs d’État et de gouvernement qui décident de se retrouver dix-huit mois plus tard à Québec afin de mettre en exécution les programmes et projets découlant de cette première rencontre. Quelques semaines avant ce deuxième sommet, Lucien Outers est frappé par des problèmes de santé qui l'empêchent de reprendre ses fonctions jusqu'à sa mort à Bruxelles le 3 avril 1993.
Il est inhumé dans son village natale, au cimetière de Barchon.

## Fonctions politiques
- 1968 - 1985 : Député de Bruxelles et de Liège (1977-1978) pour le FDF-RW.
- 1975 - 1976 : Président du Parlement de la Communauté française.
- 1977 - 1978 : Bourgmestre d'Auderghem.
- 1977 - 1979 : Ministre de la Coopération au développement.
- 1979 - 1980 : Ministre du Commerce extérieur.
- 1983 - 1984 : Président du FDF.